# ケンブリッジ大学出版局
ケンブリッジ大学出版局（ケンブリッジだいがくしゅっぱんきょく、英語: Cambridge University Press）は、ケンブリッジ大学の出版事業を手がける出版社である。1534年、ヘンリー8世により特許状が発せられたのを起こりとする世界最古の出版社、かつ世界第2の規模の大学出版局であり、聖書や学術誌の出版も手掛けている。
「出版活動を通して、大学の理念である全世界における学問、知識、研究の促進を推し進めること」を使命として掲げている。これは、ケンブリッジ大学規約中の “Statute J” に規定されている。そして、「公益のため継続的に出版活動を行い、ケンブリッジという名前の評価を高めること」を目的としている。
ケンブリッジ大学出版局は、学術、教育分野の書籍の出版を行っており、ヨーロッパ、中東、アフリカ、アメリカ、アジア太平洋といった地域で事業を展開している。世界中に50以上の事業所を持ち、2000人近くの従業員を抱え、4万以上のタイトルの書籍を発行している。その種類は、専門書、教科書、研究論文、参考書、 300近くに及ぶ学術誌、聖書、祈祷書、英語教育教材、教育ソフト、電子出版など、多岐にわたる。2006年から2014年までの間、日本の大学出版部協会に加盟していた。

## 運営

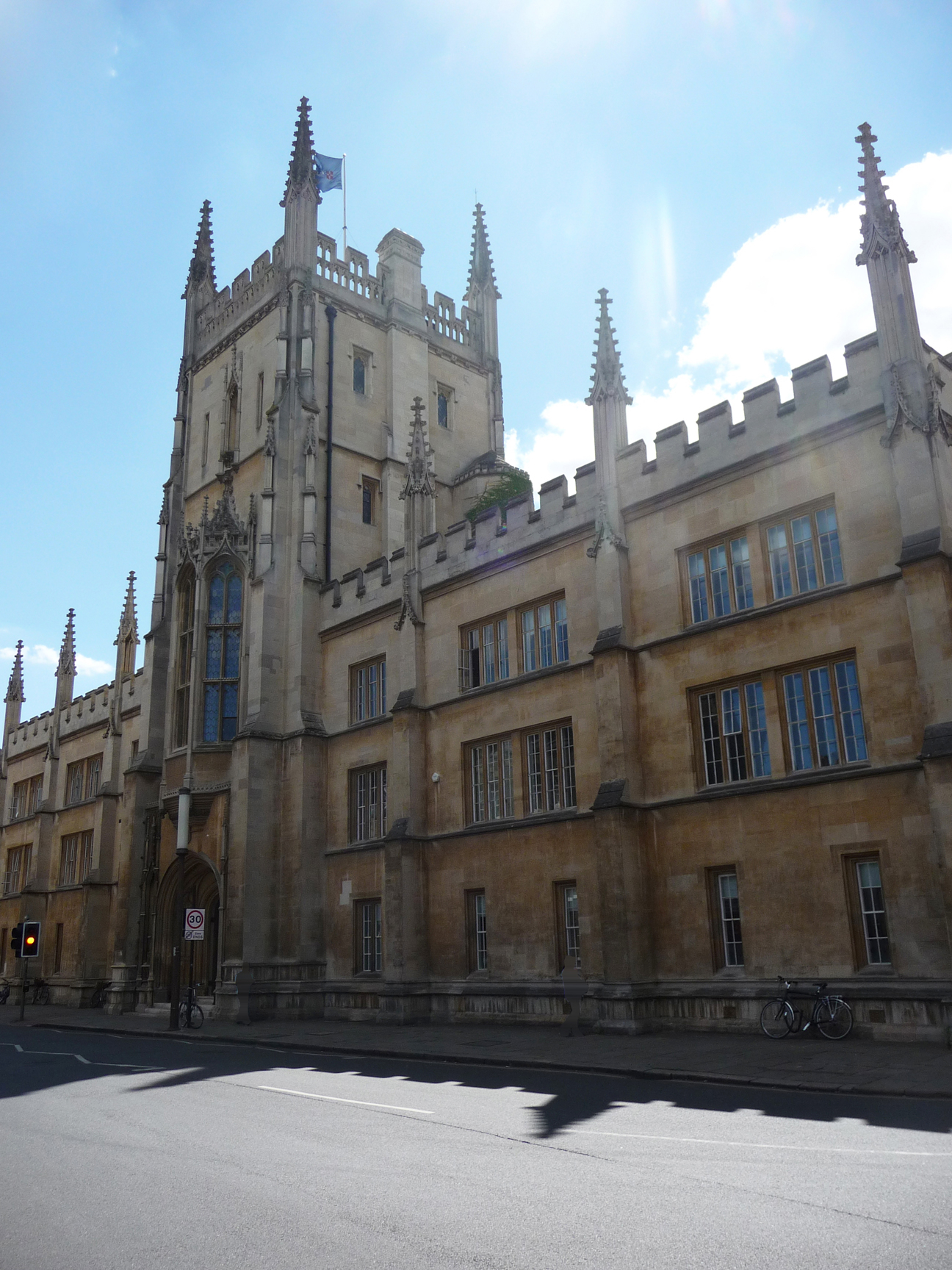
かつてケンブリッジ大学出版局本部が置かれていたケンブリッジのピットビルディング。現在は出版局の会議場として使われている。

ケンブリッジ大学出版局は、1698年以来、様々なテーマを代表するケンブリッジ大学の上席研究員18名で構成される「出版団 (the Press ‘Syndics’)」（当初は「学芸員〈Curators〉」と呼ばれていた）により運営されている。この団は、出版委員会と会計委員会という2つの主要な小委員会を傘下に擁する。出版委員会は、出版する書籍のクオリティを保証し、これに正式な承認を与えている。期日は年18回開かれ、編集、出版戦略の検討を行う。会計委員会は、会計や運営関連の事項を所管し、年4回招集される。これら出版団のミーティングは、ケンブリッジ市中心に位置し、旧出版局本部が置かれていたピットビルディングで行われている。出版局の運営上の権限は、これらの出版団から出版局の最高責任者及び9人の幹部（財務担当を含む）に対して委任するという形がとられている。
ケンブリッジ大学出版局は、ケンブリッジ大学の一部局に当たり、株主や、完全に独立した自己金融は有していない。非営利組織であり、得られた剰余金はすべて出版事業発展のための資金や、大学の経費として使われている。

## 組織
ケンブリッジ大学出版局は、以下の2つのグループに分かれている。

### 学術・研究
学術・研究グループは、科学、技術、医学、人文、社会科学といった分野のテキストや参考書の出版を行っている。聖書、学術誌の出版もこのグループが受け持っている。

### 教育
教育 (Cambridge Learning) グループは、あらゆる年齢を対象とした英語教育講座や書籍の出版を担当している。また、小学校、中等学校、インターナショナルスクール向け教育書の出版も行う。

## 電子化・デジタル化への対応
ケンブリッジ大学出版局は、本やコンテンツの販売、アクセス形態の変容により、2020年までにはデジタル製品が売上の3分の2を占めるとの予測を示している。
2010年からは、ウェブサイト (Cambridge Books Online) 上で、電子書籍の販売を開始し、雑誌の出版は、ハードコピーとオンライン両方の形態で行われることになった。
ほか、最近の試みに Race to Learn というカリキュラムソフトウェアの開発がある。これは、
F1を通して小学生にグループワーキングを学ばせることを狙いとしたもので、
ケンブリッジ大学出版局と日立ソフトウェアエンジニアリングの合弁会社であるケンブリッジ日立ソフト・エデュケーショナルソリューションズにより公開された。同社は、学校で使われるインタラクティブ・ホワイトボード用ソフトウェアの制作も行なっている。

## 歴史

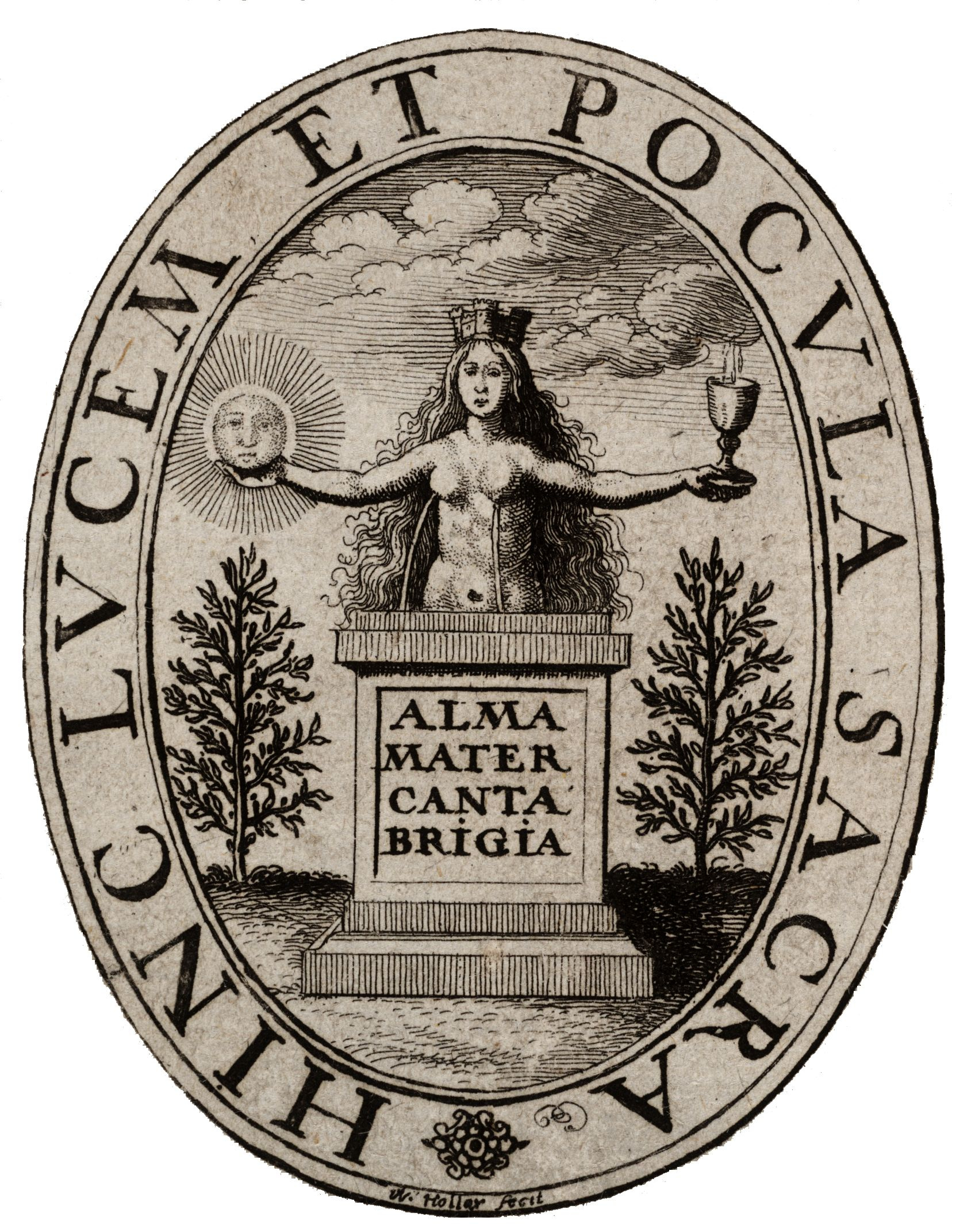
ヴァーツラフ・ホラーデザインによるケンブリッジ大学出版局の商標

ケンブリッジ大学出版局は、世界最古の出版社、大学出版局である。その設立は、1534年にヘンリー8世がケンブリッジ大学に対して特許状（勅許状と同様のもの）を発したことに由来する。これを受けて、1584年に初の大学出版局本が印刷されて以来、ケンブリッジ大学出版局は本の製作を続けてきた。同社は、オックスフォード大学出版局と並び、2社ある特権出版社のうちの一つである。ジョン・ミルトン、ウィリアム・ハーヴェイ、アイザック・ニュートン、バートランド・ラッセル、スティーブン・ホーキングといった著者が、ケンブリッジ大学出版局から本を出版している。
ケンブリッジにおける大学での印刷事業はすぐに開始されたわけではなかった。1583年、トマス・トマスが最初の大学印刷工 (University Printer)に任命されてから、実際の運用が始まる。これは、特許状発布からおよそ50年が経過した後のことである。
トマスは、現在出版局書店が建っている位置からほど近い評議員会館の芝生に当たる場所に、印刷所を構えた。当時、印刷業はロンドンの書籍出版業組合が独占しており、それが、上記の特許状発布から最初の本の印刷までに長期間を要した一因であるともいわれている。

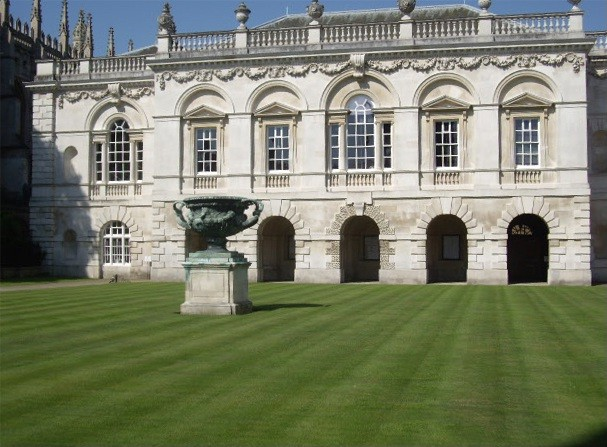
ケンブリッジ大学評議員会館

1591年、トマスの後任であるジョン・リゲイトにより、最初のケンブリッジによる聖書である八折版ジュネーヴ聖書の印刷が行われる。ロンドン書籍出版業組合は、自分たちに聖書印刷の独占権があると主張して、激しく反発した。これに対して大学側は、特許状の規定によりケンブリッジには「あらゆる種類の書籍」の印刷を認められているとの回答を示した。このような経緯で、ケンブリッジ大学出版局の伝統である聖書出版は始まった。この伝統は400年以上続いており、その間に、ジュネーヴ聖書を皮切りとして、欽定訳聖書、改訂版聖書、新英語訳聖書 (New English Bible)、改訂英語訳聖書 (Revised English Bible) がケンブリッジから出版されている。上記のロンドン書籍出版業組合との紛争によって、ケンブリッジの出版事業は長く制限と妥協を余儀なくされ、この状態は、1696年に学者であるリチャード・ベントレーが「新たなスタイルの出版局」を作り上げる権限を握るまで続いた。任命された上級研究員からなる組織（「学芸員〈the Curators〉」、1733年以降「出版団〈the Syndics〉」と呼ばれる）が出版局に関連する事項について大学に対し責任を負うシステムが成立したのも、1697年のベントレーの時代のことである。出版団の出版委員会は、現在も定期的（年18回）に開かれ、出版局の出版物をレビューし、承認する役割をずっと担い続けている。

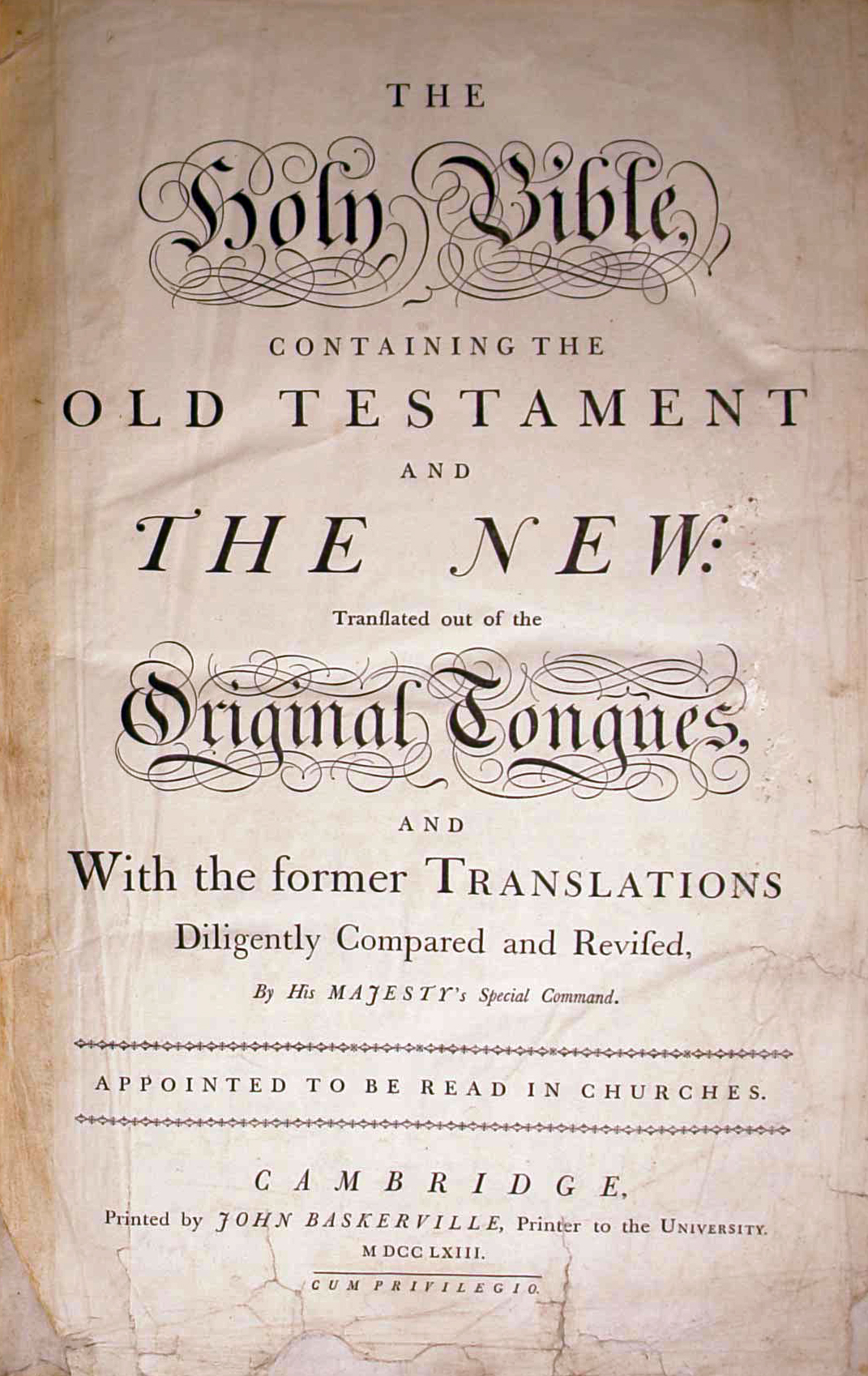
バスカヴィルが印刷した聖書

18世紀半ば、ジョン・バスカヴィルが大学印刷工の任に就く。バスカヴィルの関心は、自らデザインし製作した活字とその印刷技術を使用した最高の本を作ることにあった。
バスカヴィルは次のような言葉を残している。「この仕事は、全力をもって臨まなければならない重要なものだ。それは私の（永遠の）名声のためというだけではない。大学は、敬意のうちに私に役割を与えてくれた。彼らの選択は全く誤りではなかったということを、私は世界に対して証明したいのだ。」ウィリアム・カクストンが18世紀当時の出版所の中を見渡してみたところで、何も目新しいものは見つからなかっただろう。活字は未だに手でセットされていた。使われているプレス機械は木製で、一日にせいぜい1000枚を刷るのが限界、製本は1冊ずつ手作業で行われていた。切望されていた技術革新は、スタンホープ卿が鉛版（ステロタイプ）を完成させたことによってようやく訪れる。彼は、活字を組んだページの表面全体について鋳型を作成し、ここから版を鋳造するという方式も考案している。ケンブリッジ大学出版局はこの技術を最初に取り入れた。1805年には技術的な成功を収め、ケンブリッジステロ版聖書の大量増刷を行なっている。
1850年代までに、ケンブリッジ大学出版局は、蒸気機関を利用したプレス機械を使用し、2 - 300人を雇用、シルバーストリートとミルレーン地区にあるいくつかの建物を占めるまでになっていた。出版局が現在まで使用している建物の中に、小ピットにちなんで建設されたピットビルディング（1833年）がある。
1854年から1882年まで大学印刷工を務めたC. J. クレイによる管理の下、出版局はその学術、教育出版事業における大きさと規模を増していった。この拡大の中で特に重要なのは、一連の教科書シリーズ（後に「ピット・プレス・シリーズ」として知られるようになったものも含む）の発刊である。クレイの時代に、ケンブリッジ大学出版局は、オックスフォードとの共同出版事業にも取り組んだ。こうして1870年に着手され、1885年に完成したのが改訂訳聖書である。また、出版局の出版団が、ジェームズ・マレーの持ち込んだ提案を却下したのもこの時代のことである。マレーはのちにオックスフォードに招かれ、その提案をオックスフォード英語辞典として結実させた。

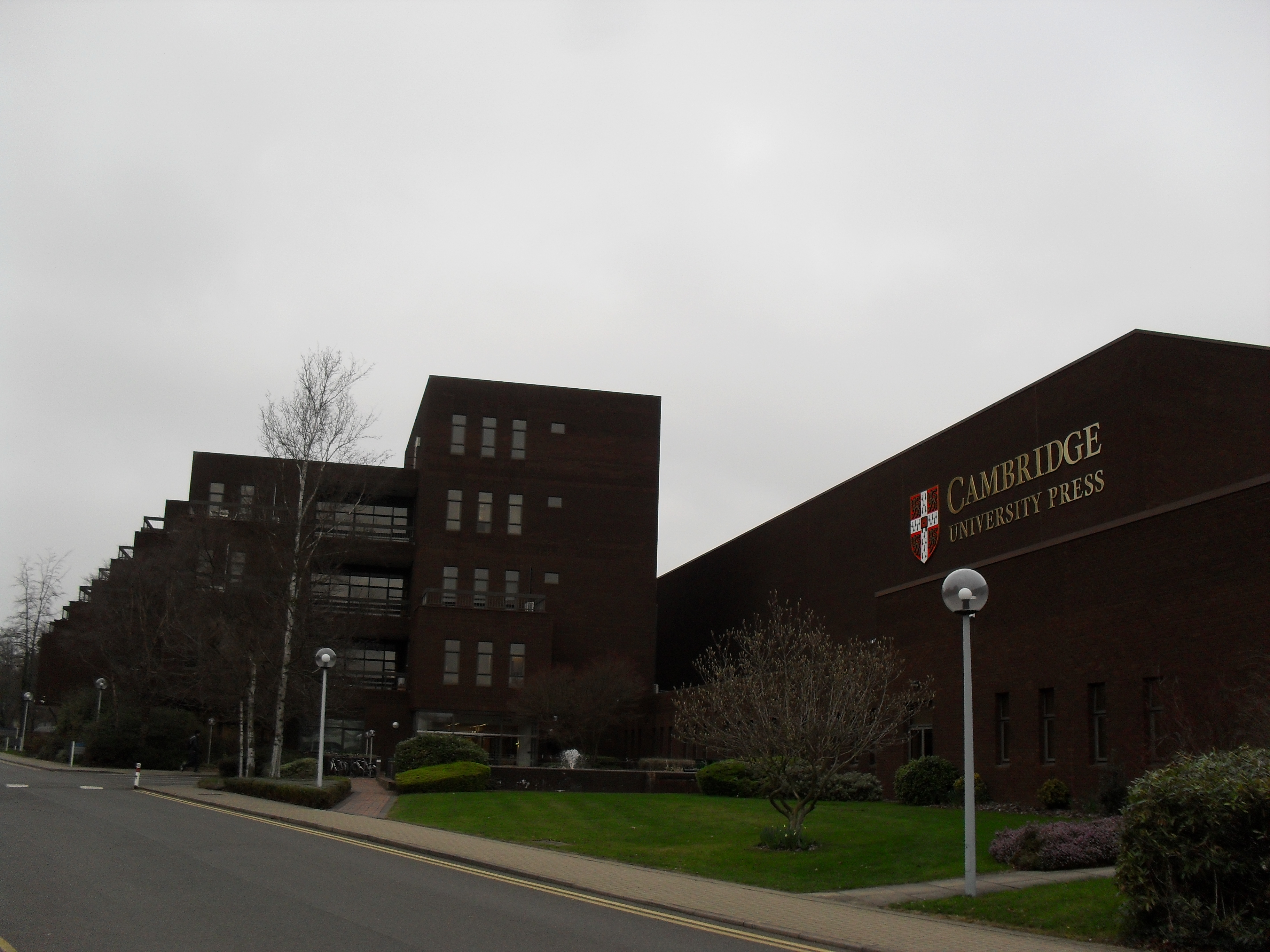
出版局拠点のエディンバラビルディング

1892年、R. T. ライトが出版局出版団の事務局長に任命されたのを契機に、ケンブリッジ大学出版局は、明確に定められた編集ポリシーと管理体制を有する近代的出版事業者としての発展を遂げていった。ライトは、アクトン卿、フレデリック・メイトランドという2人の偉大な歴史家と共に、ケンブリッジ史の出版プランを立案した。これは、ケンブリッジが出版分野において果たした貢献の中でも代表的なものの一つとされている。
「ケンブリッジ近代史 (Cambridge Modern History)」の刊行は、1902年から1912年にかけて行われた。その9年後、出版局は編集したばかりのシェークスピア全集の第1巻を発行する。全巻の刊行が完了したのは1966年という大プロジェクトであった。出版局は、科学、数学分野においても、アルベルト・アインシュタイン、アーネスト・ラザフォード（後に出版局の専属となる）といった偉大な人物の協力を得て成長していった。出版局は、雑誌出版においても優れた貢献をしているが、これは1893年から始まって、今日では300近くの雑誌を発刊している。

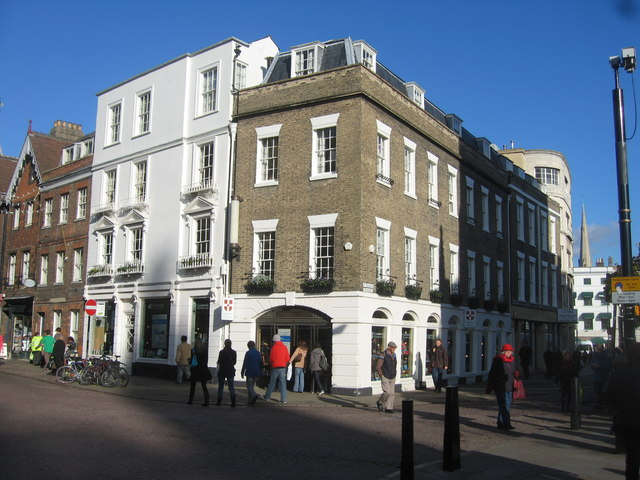
トリニティ・ストリートのケンブリッジ大学出版局書店

1992年には、ケンブリッジの中央に位置するトリニティ・ストリート1丁目に自社の書店をオープンする。ここは、少なくとも1581年（1505年ともいわれている）から今日まで、本の販売が続けられている場所であり、イギリス最古の書店がある場所とされている。
この書店では年間125万ポンドに及ぶ出版物を売り上げているが、これはケンブリッジ大学出版局の全世界における売上げのうちわずかな割合を占めるにすぎない。世界中の支社、支店、代理店を合わせると、120の国々における約3万3000人の著者をカバーしている。
現在のケンブリッジ大学出版局は、2000人近くのスタッフを約60のオフィスに抱え、3万4000タイトル（年に2500に及ぶタイトルが新たに増え続けている）の在庫を有し、世界に存在する9つの倉庫の株式を1600万単元保有している。

## 紛争

### Alms for Jihad
2007年、ケンブリッジ大学出版局の決定をめぐって、論争が巻き起こった。出版局は、2006年に出版した、ブーア、コリンズ執筆による “Alms for Jihad: Charity and Terrorism in the Islamic World（聖戦のための施し-イスラム世界における愛とテロリズム）” のすべての在庫を廃棄するとしたのである。これは、サウジアラビアの億万長者であるハリド・ビン・マフーズから（本の内容が名誉毀損に当たるとして）訴訟を提起され、その和解条件の一つとして提示されたことを受けたものだった。 
それから数時間のうちに、Alms for Jihad は、アメリカ合衆国のAmazon.comとeBayの検索ランキング100位内に躍り出た。ケンブリッジ大学出版局は、各地の図書館に対し、Alms for Jihad を書架から撤去するよう通知を出した。そして、引き続き本の中で問題があるとされる部分を挙げたコピーを送付した。
これに対してアメリカ図書館協会は、図書館に向けて、Alms for Jihad について閲覧可能な状態を保持しようとの次のような提言を行った。「当該本に対する興味が非常に高まっていること、そして論争対象の本を直接手にとって学びたいという読者の欲求に鑑みて、我々は、アメリカの図書館に対し、この本を利用者が読める状態にしておくよう推奨する。」出版局の決定は、本の著者からも受け入れられなかった。そして、これは表現の自由、出版の自由に抵触するとして出版局の決定を批判し、イギリスの名誉毀損法は過度に厳格であると指摘する者もいた。アメリカ合衆国下院議員のフランク・ウルフは、2007年10月7日付けのニューヨーク・タイムズのブック・レビューにおいて、ケンブリッジ大学出版局の措置は「実質的な焚書」であると述べている。ケンブリッジ大学出版局は、問題が起こった当時、Alms for Jihad の販売を行なっており、その在庫もほとんどが販売済みであったことを指摘している。ケンブリッジ側は、出版局は責任を持った行動をとらねばならず、また、グローバルな出版社であるために多くの異なった国々の法律を守る義務を負っているとして、その行為が正当なものであると主張している。

### ケンブリッジ大学出版局ほか対パットンほか事件
2008年、ケンブリッジ大学出版局、オックスフォード大学出版局及びセイジ・パブリケーションズの3名は、ジョージア州立大学に雇用されていた上級職員4名に対し、当該大学の電子データ保存ポリシー（講座で使用するテキストを対象とした通常の保存ポリシーのオンライン版）に問題があるとして、訴訟を提起した。ジョージア州立大学では、教授から要望がある場合、図書館は本の内容を大量にスキャンして抜き出し、オンライン講座パックのサービスの一環として、それを特定のクラスの生徒がアクセスできる状態に置いていた。
これは、著作権法の規定に基づきフェアユースとして保護される範疇をはるかに超えるものだと出版各社は主張している。

## 社会事業
ケンブリッジ大学出版局は、社会参加活動や社会的責任を果たすための取組みに携わっていることでも知られている。教育のためのプロジェクトや資金集めを通じた公益活動は、出版局の重要な役割の一つであると同社は述べている。
2009年、出版局の最高責任者であるスティーブン・ボーンは、その「ビジネスプラクティスにおける社会的責任の遂行に対するリーダーシップと貢献」を認められて、イングランド東部対象のプリンス・アンバサダー・アワードを受賞した。
2010年、ケンブリッジ大学出版局は、印刷物に対する視覚障害があると認定された人々にも読める本を提供するため、ブックシェアとパートナー関係を結んだ。デジタル著作権ライセンス契約の規定に基づき、ケンブリッジ大学出版局は、世界各地に存在する傘下の出版局から、学術・研究分野の書籍をブックシェアに提供し、視覚障害者が読めるフォーマットに変換する。世界中の認定を受けた印刷物視覚障害者は、少額のブックシェア会員料金を払えば、コンピュータやその他の補助機器を使用し、テキストを音声に変換する方法か、デジタル点字によって、本を読むことができる。